# Gonçalo de Carvalho

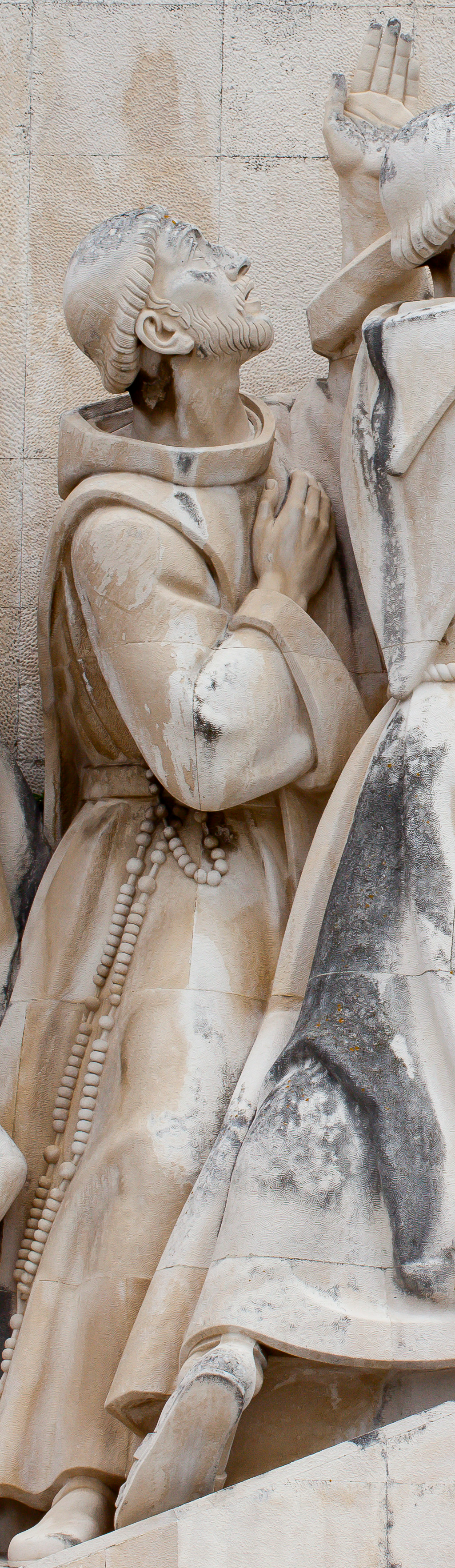
Bildnis von Gonçalo de Carvalho am Padrão dos Descobrimentos, in Lissabon, Portugal.

Gonçalo de Carvalho (wirkte im 15. Jahrhundert) war ein portugiesischer Dominikaner.
Carvalho war zuerst in Indien tätig und gründet dort katholische Gemeinden. Später wirkte er auf Wunsch von König Álvaro II. von Kongo im Königreich Kongo.
Er gehört zu den Personen, die auf dem Padrão dos Descobrimentos in Lissabon dargestellt sind. Die Rua Gonçalo de Carvalho ist nach ihm benannt.